# Zoltán Berczik
Zoltán Berczik (Novi Sad, 17 april 1937 - Boedapest, 11 januari 2011) was een Hongaars tafeltennisser. Hij won in 1958 en 1960 de eerste twee edities van het Europees kampioenschap enkelspel en bereikte in 1964 opnieuw de finale (die hij ditmaal verloor van Kjell Johansson).

## EK's & WK's
Berczik gold als een van de wereldtoppers uit zijn tijd. Op de toernooien dat hij Europees kampioen enkelspel werd, hielp hij ook de nationale ploeg aan goud in het landentoernooi. De Hongaar voegde een vijfde en zesde Europese gouden medaille aan zijn totaal toe door samen met Gizella Lantos in 1958 in eigen land het gemengd dubbelspel te winnen en met Ferenc Sidó het dubbelspel voor mannen in 1960.
Hoewel Berczik aanwezig was op vijf verschillende wereldkampioenschappen tafeltennis en telkens aan zowel het enkelspel-, dubbelspel-, gemengd dubbel- als landentoernooi meedeed, kreeg hij nooit een wereldtitel te pakken. In zowel 1957 als 1959 kwam hij met het Hongaarse team in de finale van het landentoernooi, waarin ook twee keer Japan de meerdere was. In 1961 bereikte Berczik samen met Sidó de finale van het mannendubbelspel, maar in de personen van Koji Kimura en Nobuya Hoshino blokkeerden opnieuw Japanners hem de weg naar een wereldtitel. Met het Hongaarse team bleef het dat jaar bij brons.

## In Hongarije
Berczik won de Hongaarse kampioenschappen enkelspel van 1959 tot en met 1964 zes keer achter elkaar. Daaraan voegde hij in de tussentijd vijf nationale titels in het dubbelspel toe, waarop een zesde volgde in 1967.

Hij speelde in de Hongaarse clubcompetitie voor Vasútépítő Törekvés SK, waarmee hij in 1957, 1958, 1959, 1962 en 1964 nationaal kampioen werd. Met zijn daaropvolgende club Bp. Vasutas SC won Berczik in 1965, 1966, 1967 en 1969 nog vier landstitels.
Hij stierf op 11 januari 2011 op 73-jarige leeftijd.